# الصاية (كحلان عفار)

تعديل مصدري - تعديل

الصاية هي إحدى قرى عزلة عفار بمديرية كحلان عفار التابعة لمحافظة حجة، بلغ تعداد سكانها 458 نسمة حسب تعداد اليمن لعام 2004.